# Harold Preciado
Harold Fabián Preciado Villarreal (San Andrés de Tumaco, 1º giugno 1994) è un calciatore colombiano, attaccante del Santos Laguna e della nazionale colombiana.

## Carriera

### Club
Ha esordito nella massima serie colombiana nel 2013 con la maglia del Deportivo Cali. Nel 2014 ha militato in prestito in seconda divisione al Jaguares de Córdoba, con cui ha messo a segno 21 reti e vinto il campionato. Successivamente ha fatto ritorno al Cali, con cui nel 2015 ha vinto il Torneo di Apertura.

### Nazionale
È stato inserito nella lista provvisoria di convocati alla Copa América Centenario, venendo in seguito scartato dalla rosa finale; nella stessa estate è stato chiamato a disputare le Olimpiadi 2016 in Brasile.

## Palmarès

### Club

#### Competizioni nazionali
- Categoría Primera B: 1

Jaguares: 2014
- Campionato colombiano: 1

Deportivo Cali: Apertura 2015